# 칼라치나도누

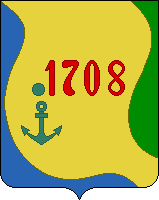
시 문장

칼라치나도누(러시아어: Кала́ч-на-Дону́)는 러시아 볼고그라드주에 위치한 도시로, 인구는 26,882명(2002년 기준)이다. 돈강과 접하며 볼고그라드(볼고그라드 주의 주도)에서 서쪽으로 85km 정도 떨어진 곳에 위치한다. 1708년 코사크가 칼라치(Калач)라는 슬로보다를 건설했으며 1951년 시로 승격되면서 지금과 같은 이름으로 변경되었다.